# Жуківська сільська рада (Тлумацький район)
| Жуківська сільська рада — колишній орган місцевого самоврядування у Тлумацькому районі Івано-Франківської області з адміністративним центром у с. Жуків. Водоймища на території, підпорядкованій даній раді: річка Чорнява. Сільській раді були підпорядковані населені пункти: - с. Жуків - с. Олещин |

## Склад ради
Рада складалася з 16 депутатів та голови.

### Керівний склад ради
| ПІБ                        | Основні відомості                                                               | Дата обрання | Дата звільнення |
| -------------------------- | ------------------------------------------------------------------------------- | ------------ | --------------- |
| Вінтоняк Василь Михайлович | Сільський голова, 1957 року народження, освіта, безпартійний                    | 26.03.2006   | 31.10.2010      |
| Вінтоняк Василь Михайлович | Сільський голова, 1957 року народження, освіта середня спеціальна, безпартійний | 31.10.2010   | 22.05.2014      |

Примітка: таблиця складена за даними джерела